# الفترتان الثالثة والرابعة من رئاسة فرانكلين روزفلت
بدأت الفترة الرئاسية الثالثة لفرانكلين دي روزفلت في 20 يناير 1941، حين نُصب رئيسًا للولايات المتحدة من جديد وكان الرئيس رقم 32 للبلاد، وانتهت الفترة الرابعة من رئاسته بوفاته في 12 أبريل 1945. فاز روزفلت بفترته الثالثة بعد أن تغلب على المرشح الجمهوري ويندل ويلكي في الانتخابات الرئاسية للولايات المتحدة عام 1940. يعد الرئيس الوحيد الذي شغل المنصب لأكثر من فترتين. على عكس فترتيه الأوليين، سيطرت المخاوف السياسية الخارجية على ولايتي روزفلت الثالثة والرابعة، إذ انخرطت الولايات المتحدة حينها في الحرب العالمية الثانية في ديسمبر عام 1941.
نال روزفلت موافقة الكونجرس على برنامج الإعارة والتأجير، الذي وُضع لمساعدة المملكة المتحدة في حربها ضد ألمانيا النازية، وظلت الولايات المتحدة محايدة رسميًا. بعد أن بدأت ألمانيا الحرب ضد الاتحاد السوفيتي في يونيو 1941، عدل روزفلت برنامج الإعارة والتأجير ليشمل الاتحاد السوفيتي أيضًا. مد روزفلت يد العون لجمهورية الصين في آسيا، وكانت آنذلك تقاوم غزو إمبراطورية اليابان. ردًا على الاحتلال الياباني للهند الصينية الفرنسية في يوليو 1941، فرض روزفلت الحظر التجاري لقطع إمداد النفط عن اليابان التي كانت في حاجة ماسة إليه لأسطولها. عندما رفضت واشنطن إنهاء الحظر، شنت اليابان هجومًا على الأسطول الأمريكي المتمركز في بيرل هاربر في هاواي في 7 ديسمبر 1941. سرعان ما تراجعت المشاعر الانعزالية في الولايات المتحدة على الفور وأعلن الكونغرس الحرب على اليابان. بعد إعلان ألمانيا الحرب على الولايات المتحدة، أعلن الكونغرس الحرب عليها وعلى إيطاليا. سعت الولايات المتحدة لكسب الحرب، وشكلت مع بريطانيا والاتحاد السوفياتي دول الحلفاء. مولت الولايات المتحدة الكثير من الجهود الحربية للحلفاء، وقدمت الذخائر والطعام والنفط. بعد التشاور مع الجيش والبحرية ورئيس الوزراء البريطاني ونستون تشرشل، قرر روزفلت البدء باستراتيجية أوروبا الأولى، والتي ركزت على هزيمة ألمانيا قبل اليابان. ركزت الولايات المتحدة رغم ذلك على محاربة اليابان على أرض الواقع في عامي 1942 و1943.
في أواخر عام 1942، بدأت الولايات المتحدة حملتها البرية ضد ألمانيا بغزو شمال إفريقيا. استسلمت القوات الألمانية والإيطالية في مايو 1943، وفتحت الطريق لغزو صقلية وإيطاليا. في غضون ذلك، حققت البحرية الأمريكية انتصارًا حاسمًا على اليابان في معركة ميدواي وبدأت حملة للتنقل بين الجزر في المحيط الهادئ. في عام 1943، شن الحلفاء غزوًا على إيطاليا واستمروا في اتباع استراتيجية التنقل بين الجزر. التقى كبار قادة الحلفاء في مؤتمر طهران عام 1943، وبدأوا مناقشة خطط ما بعد الحرب. شملت المفاهيم التي نوقشت آنذاك مفهوم الأمم المتحدة، وهي منظمة حكومية دولية دعا إليها روزفلت لتحل محل عصبة الأمم بعد الحرب. في عام 1944، شنت الولايات المتحدة غزوًا ناجحًا لشمال فرنسا وفازت بانتصار بحري حاسم على اليابان في معركة خليج ليتي. مع وفاة روزفلت في أبريل 1945، احتلت الولايات المتحدة أجزاء من ألمانيا وكانت في خضم الاستيلاء على أوكيناوا. استسلمت ألمانيا واليابان في مايو-أغسطس 1945 أثناء حكم هاري إس ترومان، خليفة روزفلت، الذي شغل سابقًا منصب نائب الرئيس روزفلت.
غلبت المسائل الخارجية على ولايتي روزفلت الثالثة والرابعة، ولكن حدثت أيضًا تطورات مهمة على الجبهة الداخلية. حفز التعزيز العسكري النمو الاقتصادي وتراجعت البطالة تراجعًا حادًا. تفوقت الولايات المتحدة في الإنتاج الحربي، وأنتجت عام 1944 طائرات عسكرية بعدد أكبر من الناتج المشترك لألمانيا واليابان وبريطانيا والاتحاد السوفيتي. بدأت الولايات المتحدة مشروع مانهاتن لإنتاج أول أسلحة نووية في العالم. منع التحالف المحافظ روزفلت من تمرير تشريعات محلية رئيسية كما كان الحال في ولايته الثانية، على الرغم من أنه زاد الضرائب للمساعدة في دفع تكاليف الحرب. أقر الكونغرس أيضًا قانون جي آي بيل الذي عاد بالكثير من الفوائد على قدامى المحاربين في الحرب العالمية الثانية. تجنب روزفلت فرض رقابة صارمة أو حملات قمع قاسية على المعارضة في زمن الحرب، لكن إدارته نقلت واعتقلت أكثر من مئة ألف أمريكي من أصول يابانية. حظر روزفلت أيضًا التمييز الديني والعرقي في صناعة الدفاع وأنشأ لجنة ممارسات التوظيف العادلة، وهي أول برنامج وطني مصمم لمنع التمييز في العمل. يصنف العلماء والمؤرخون والشعب روزفلت عادةً في مستوى أبراهام لينكولن وجورج واشنطن بصفته واحدًا من أعظم ثلاثة رؤساء للولايات المتحدة.

## انتخابات عام 1940
كان التقليد المكون من فترتين قانونًا غير مكتوب (حتى إقرار التعديل الثاني والعشرين بعد رئاسة روزفلت) منذ أن رفض جورج واشنطن الترشح لولاية ثالثة في عام 1796. تعرض كل من يوليسيس إس غرانت وثيودور روزفلت للهجوم بسبب محاولتهما الفوز بولاية ثالثة غير متتالية. أوهن روزفلت الديمقراطيين البارزين ممن كانوا يتطلعون إلى الترشح بطريقة منهجية، منهم نائب الرئيس جون نانس غارنر واثنين من أعضاء مجلس الوزراء ووزير الخارجية كورديل هل ومدير مكتب البريد العام جيمس فارلي. نقل روزفلت المؤتمر إلى شيكاغو حيث كان يحظى بدعم قوي من آلة المدينة والتي كانت تتحكم في نظام صوت القاعة. كانت المعارضة ضعيفة التنظيم في المؤتمر، لكن فارلي ملأ القاعة بمؤيديه. أرسل روزفلت رسالة قال فيها إنه لن يرشح نفسه ما لم يرشحه أحد، وأن المندوبين أحرار في التصويت لأي شخص. اندهش المندوبون ثم صرخ مكبر الصوت «نريد روزفلت ... العالم يريد روزفلت!»  جُن جنون المندوبين ورُشح بأغلبية 946 إلى 147 صوتًا في الاقتراع الأول. لم يكن التكتيك الذي استخدمه روزفلت ناجحًا تمامًا، إذ كان هدفه أن يُرشح بالهتاف والتصفيق. رشح المؤتمر وزير الزراعة هنري والاس لمنصب نائب الرئيس بناءً على طلب روزفلت. لم يستحسن قادة الحزب الديمقراطي والاس، وهو جمهوري سابق أيد بقوة الموضوع الجديد، لكن الحزب لم يتمكن من منع ترشيحه.
هزت الحرب العالمية الثانية المجال الجمهوري، ويُحتمل أنها منعت ترشيح قادة انعزاليين في الكونغرس مثل تافت أو فاندنبرغ. بدلًا من ذلك، رشح المؤتمر الوطني الجمهوري لعام 1940 ويندل ويلكي، وهو أول مرشح للحزب الرئيسي لم يشغل أي منصب عام من قبل. كان ويلكي محاميًا ومديرًا تنفيذيًا معروفًا في الشركة، ولفت نظر العامة من خلال انتقاده للصفقة الجديدة واشتباكاته مع سلطة وادي تينيسي. على عكس منافسيه الانعزاليين من الترشيح الجمهوري، فضل ويلكي بريطانيا في الحرب، وكان مدعومًا من قبل الجمهوريين الدوليين مثل هنري لوس ناشر الصحف المؤثرة مثل تايم. منعت وجهات نظر ويلكي الأممية في البداية الخلافات حول السياسة الخارجية من السيطرة على الحملة، ما ساعد على السماح بإبرام اتفاقية المدمرات مقابل القواعد ووضع مسودة زمن السلم.

كان فرانكلين روزفلت في مزاج قتالي، ودعا جمهورًا متحمسًا في بروكلين قائلًا:
أنا أحارب فقط من أجل أمريكا حرة، من أجل بلد يتمتع فيه جميع الرجال والنساء بحقوق متساوية في الحرية والعدالة. أنا أحارب إحياء حكومة قائمة على الامتيازات الخاصة .... أنا أحارب، كما حاربت دومًا، من أجل حقوق الرجل العادي وكذلك الرجل الغني .... أنا أحارب من أجل إبقاء هذه الأمة مزدهرة وفي سلام. أنا أقاتل لإبعاد شعبنا عن الحروب الخارجية، ولإبقاء المفاهيم الأجنبية للحكومة خارج الولايات المتحدة. أنا أقاتل من أجل هذه الأسباب العظيمة والنبيلة.
مع اقتراب الحملة من نهايتها، حذر ويلكي من أن إعادة انتخاب روزفلت ستؤدي إلى نشر الجنود الأمريكيين في الخارج. وعد روزفلت العامة ردًا على ذلك قائلًا: «لن يُرسل أولادك إلى أي حروب خارجية». فاز روزفلت في انتخابات عام 1940 بنسبة 55% من الأصوات الشعبية وحوالي 85% من الأصوات الانتخابية (449 مقابل 82). فاز ويلكي في عشر ولايات، وهن ولايتا فيرمونت وماين الجمهوريتان، وثماني ولايات انعزالية في الغرب الأوسط. احتفظ الديمقراطيون بأغلبية مقاعدهم في الكونغرس، لكن الائتلاف المحافظ سيطر إلى حد كبير على التشريعات المحلية وظل «متوجسًا من الامتدادات الرئاسية للسلطة التنفيذية من خلال البرامج الاجتماعية».